# Mederich
Mederich war wie sein Bruder Chnodomar alamannischer Gau-König.
Mederich hielt sich lange Zeit als Geisel der Römer in Gallien auf und wurde dort in die griechischen Geheimlehren eingeführt. Dies war ein Grund für die Namensgebung seines Sohnes, der zunächst gemäß der Familientradition Agenarich hieß, dann aber nach dem hellenistisch-ägyptischen Gott Serapis, der auch in Gallien verehrt wurde, vom Vater in Serapio umbenannt wurde. Mederich wird nur im Zusammenhang mit der Schlacht bei Argentoratum 357 als Vater des Serapio erwähnt.